# ジューダ・フォークマン
ジューダ・フォークマン（Judah Folkman, 1933年2月24日 - 2008年1月14日）はアメリカ合衆国の生物学者、外科医。主な業績は血管新生抑制に関する分子生物学的研究と、がん治療創薬への応用。

## 経歴
オハイオ州クリーブランド出身。1953年オハイオ州立大学卒業、1957年ハーバード大学医学大学院からM.D.を取得した。1960 から1962年まで、アメリカ海軍に勤務した。1967年からハーバード大学医学部小児外科学教室・大学院教授を務めた。

## 受賞歴
- 1991年 - ガードナー国際賞
- 1992年 - ウルフ賞医学部門
- 1996年 - エルンスト・シエーリング賞
- 1997年 - エルンスト・ユング賞
- 1998年 - マスリー賞、慶應医学賞
- 2001年 - ベンジャミン・フランクリン・メダル
- 2004年 - アストゥリアス皇太子賞
- 2005年 - ウォーレン・アルパート財団賞
- 2010年 - 全米発明家殿堂入り

## 参照
- Cancer Warrior: Judah Folkman, PBS
- Inside Judah Folkman’s Lab, ブルームバーグ ビジネスウィーク
- Judah Folkman, Researcher, Dies at 74, ニューヨーク・タイムズ